# Collinwood (Tennessee)
Pour les articles homonymes, voir Collinwood.
Collinwood est une municipalité américaine située dans le comté de Wayne au Tennessee. Selon le recensement de 2010, Collinwood compte 982 habitants.

## Géographie

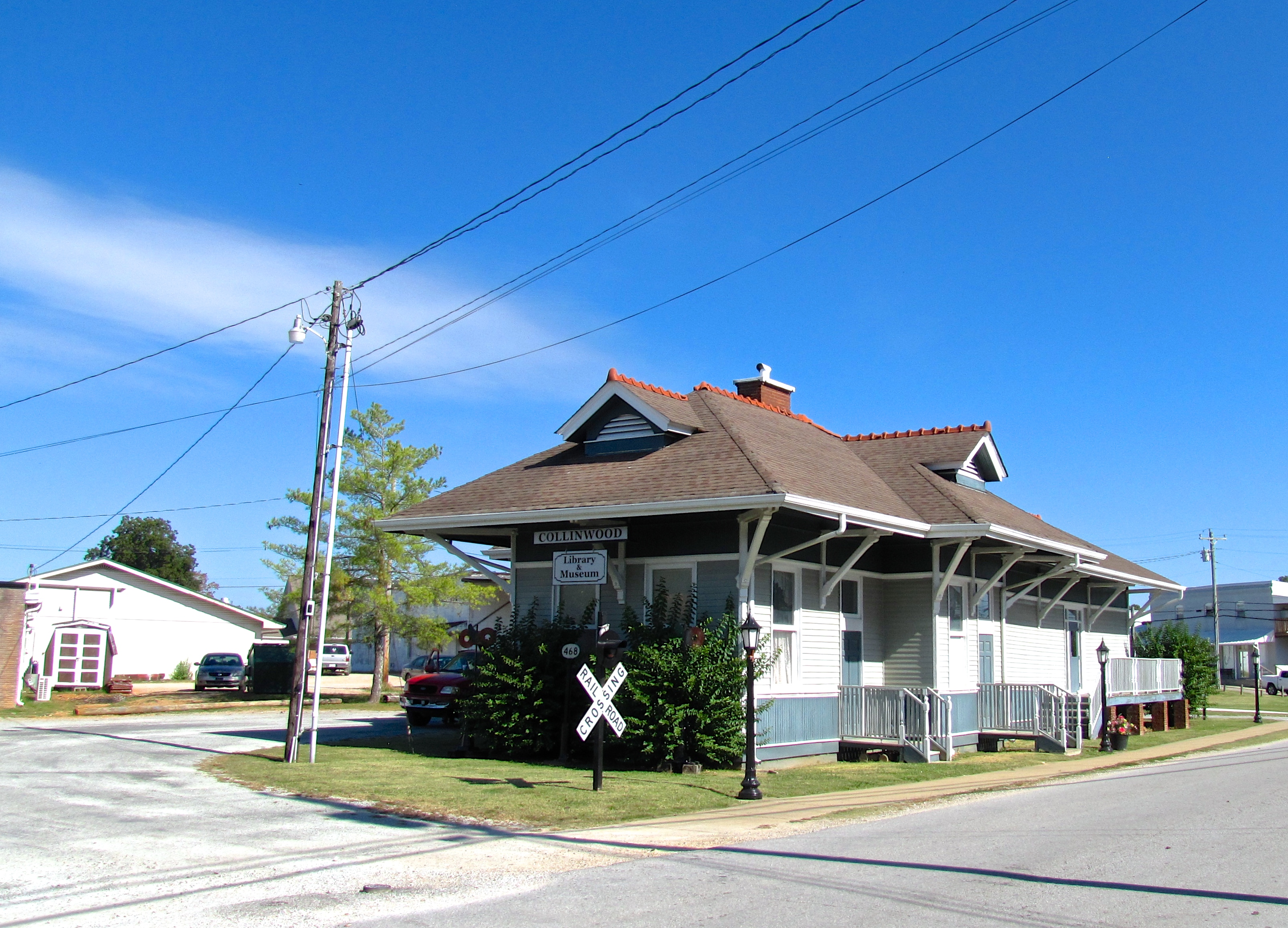
La gare de Collinwood.

Selon le Bureau du recensement des États-Unis, la municipalité s'étend sur 2,82 milles carrés (7,3 km2).

## Histoire
En 1913, la Superior Lumber and Tie Company achète des forêts autour de l'actuelle Collinwood. Elle forme alors la Collinwood Land Company, dirigée par W. W. Collins, pour fonder la ville. Le chemin de fer atteint le bourg la même année. Collinwood devient une municipalité en 1915,,.
La gare de Collinwood, construite en 1916, est inscrite au Registre national des lieux historiques depuis 1988. Elle constitue un exemple représentatif des gares de fret et de voyageurs du début du XXe siècle.